# Simeon Cobilanschi
Simeon Cobilanschi (n. 25 mai 1842, satul Frumosu, Ducatul Bucovinei – d. 26 iulie 1910, Cernăuți) a fost un preot ortodox, publicist și scriitor român din Bucovina.

## Biografie
Născut în Bucovina, Simeon Cobilanschi a absolvit în 1868 cursurile Facultății de Teologie din Cernăuți, fiind hirotonit preot. A slujit ca preot paroh la Gura Humorului (1879-1882), el punând, la 29 septembrie 1876, temelia primei biserici ortodoxe din localitate (Biserica Sfinții Arhangheli din Gura Humorului), în prezența baronului Hyronimus Freiherr von Alessani, guvernatorul Ducatului Bucovinei (1874-1887 și 1911-1913) și a căpitanului districtual A. Kesman. Este transferat apoi ca paroh la Corovia (1882-1886) și la Buninți (1886-1896). În 1896 a fost numit exarh, fiind mutat la o biserica din Cernăuți.
Preotul Simeon Cobilanschi s-a remarcat prin activitatea sa de educare a țăranilor din localitățile în care a slujit, înființând case de citire și bănci populare. În scopul creșterii nivelului cultural al sătenilor români, el a editat în 1883 la Corovia, ca proprietar și redactor, revista literară "Steluța", considerată cea dintâi publicație românească pentru țărani din Bucovina. Revista și-a încetat la scurtă vreme apariția, din cauza lipsei de interes a cititorilor. De asemenea, a adaptat și un manual de morală și economie politică de M.I. Rapet.
Preotul a scris o nuvelă cu titlul "Dumitru Stan", care a fost publicată la Cernăuți în 1884. Această scriere este o nuvelă moralizatoare, concepută într-o limbă greoaie și pe un ton didacticist și uneori conservator.
În semn de omagiu, în curtea Bisericii "Sf. Arhangheli" din Gura Humorului, a fost amplasat un bust de bronz al preotului Simeon Cobilanschi, sculptat în 1998 de Alexandru Siminic. Prin Hotărârea de Guvern nr. 2444 din 28 decembrie 2004, publicată în Monitorul Oficial nr. 14 din 5 ianuarie 2005, Guvernul României a aprobat trecerea din domeniul public al statului și din administrarea Ministerului Culturii și Cultelor în domeniul public al orașului Gura Humorului (județul Suceava) și în administrarea Consiliului Local al Orașului Gura Humorului a lucrării de artă monumentală "Simeon Cobilanschi". De asemenea, o stradă din orașul Gura Humorului poartă numele "Preot Simeon Cobilanschi".

## Lucrări publicate
- "Dumitru Stan" (Tip. Arhiepiscopală, Cernăuți, 1884)